# Bangalaia turei
Bangalaia turei là một loài bọ cánh cứng trong họ Cerambycidae.